# Simplicula atriceps
Simplicula atriceps är en fjärilsart som beskrevs av George Francis Hampson. Simplicula atriceps ingår i släktet Simplicula och familjen nattflyn. Inga underarter finns listade i Catalogue of Life.